# Suzanne Allen
Suzanne Allen est une femme de lettres française née le 28 juin 1920 à Chaillac (Indre) et morte le 2 avril 2001 à Paris.

## Biographie
En 1942, Suzanne Allen publie son premier poème « Comoedia » qui attire l'attention de plusieurs auteurs dont Raymond Queneau.  
En décembre l'année suivante, elle épouse le peintre René Passeron avec qui elle aura une fille prénommée Aube. Elle lui dédie ses deux premiers recueils, Feu de tout bois et Le Pour et le contre. La même année, elle rejoint le groupe Surréalisme révolutionnaire et participe à sa revue,. Elle figure en effet dans la liste des signataires du Manifeste des Surréalistes-révolutionnaires publié à l'été 1947 aux côtés de Noël Arnaud, René Passeron, Édouard Jaguar et plusieurs autres. 
En 1955, elle publie chez Gallimard son premier roman La Mauvaise conscience dans lequel elle met en scène des relations amoureuses lesbiennes. Deux ans plus tard, le livre est interdit par la Loi du 16 juillet 1949. Ses récits suivants, comme Le Lieu commun, poursuivent l'exploration du corps, de l'érotisme, et de l'amour libre dans le cadre des années soixante.
L'écrivaine collabore à la Revue d'esthétique à plusieurs reprises par la publication d'articles s'intéressant à la philosophie et la sémiotique. 
Elle meurt le 2 avril 2001 à Paris.

## Œuvres

### Prose
- 1955 : La Mauvaise conscience, Paris, Gallimard, collection « Blanche »[7].
- 1960 : L'Île du dedans, Paris, Gallimard, collection « Blanche ».
- 1966 : Le Lieu commun, Paris, Gallimard, collection « Blanche ».
- 1971 : L'Espace d'un livre, Paris, Gallimard, collection « Blanche »[8].

### Poésie
- 1951 : Feu de tout bois, Paris, Seghers. (Illustrations de René Passeron.)
- 1966 : Le pour et le contre, Paris, Gallimard, collection « Blanche ».